# Palais d'Axel Oxenstierna

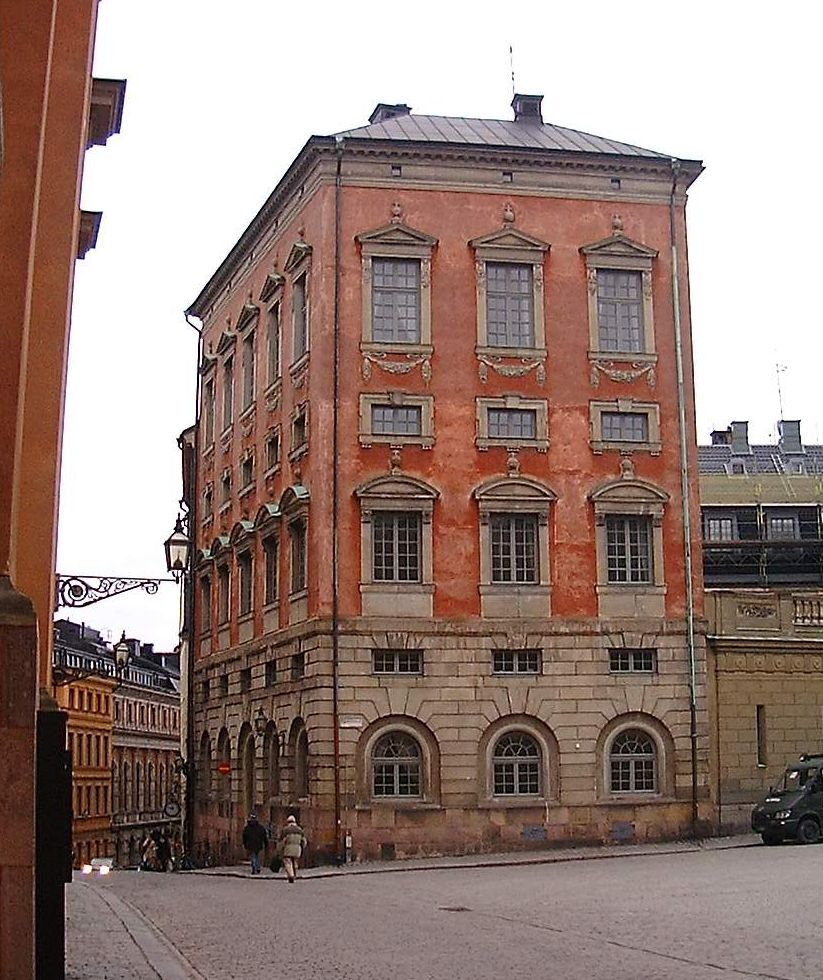
Le palais d'Axel Oxenstierna en mars 2007.

Le palais d'Axel Oxenstierna (en suédois Axel Oxenstiernas palats ou Oxenstiernska palatset) est un bâtiment situé dans la vieille ville (gamla stan) de Stockholm en Suède. Construit en 1653 pour le grand chancelier Axel Oxenstierna sur un plan de l'architecte Jean de la Vallée, le palais devait être à l'origine beaucoup plus spacieux, mais seule une partie du bâtiment – l'aile sud – fut finalement construite.
Le palais est classé monument historique (byggnadsminne) depuis 1935 et il est considéré comme le tout premier bâtiment de style maniériste à Stockholm. Parmi les œuvres de Jean de la Vallée, voir de l'architecture suédoise dans son ensemble, il est également considéré comme l'une des plus significatives et des mieux conservées, particulièrement en ce qui concerne les façades.

## Historique

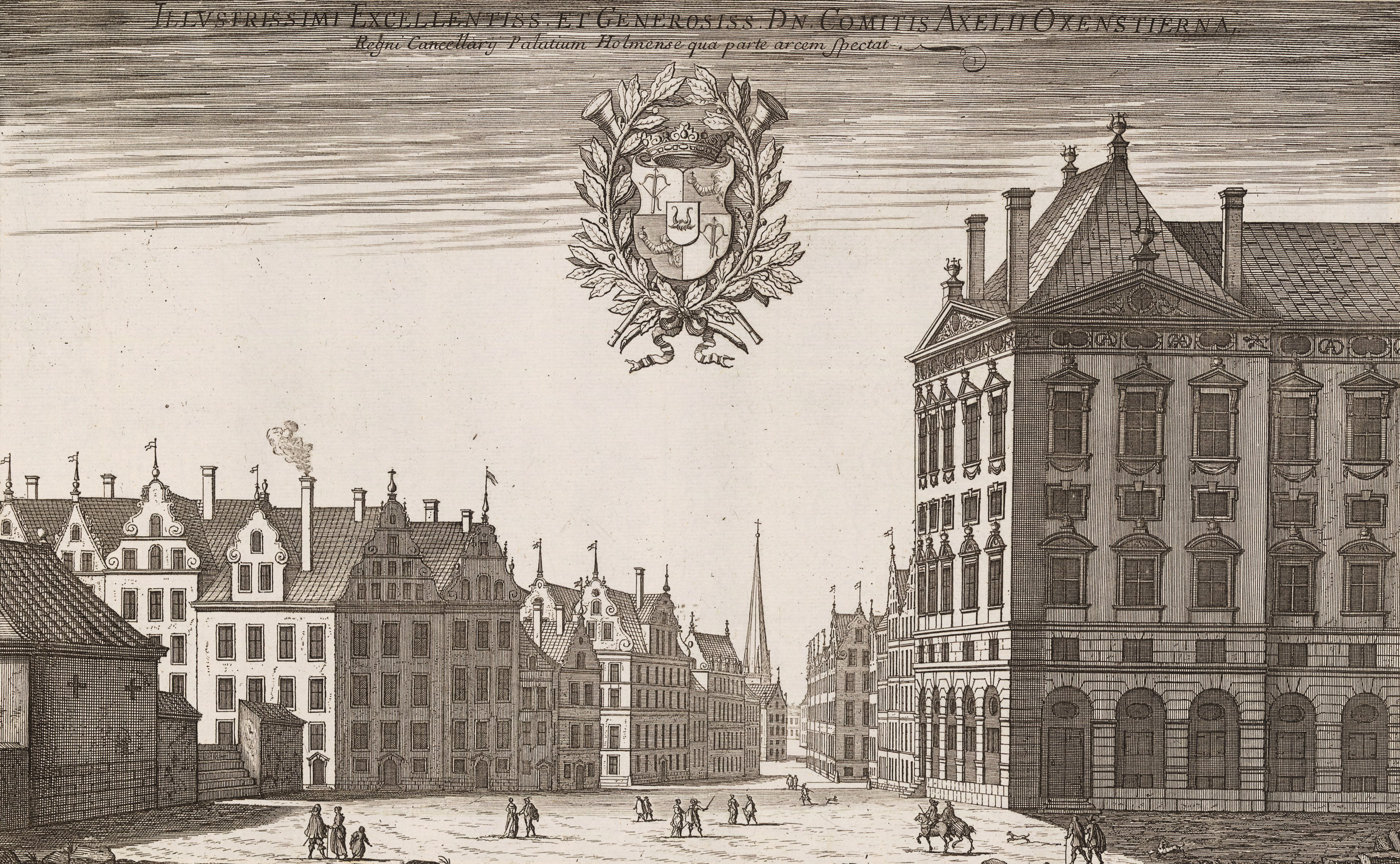
Le palais prévu à l'origine (sur la droite).
Suecia antiqua et hodierna.

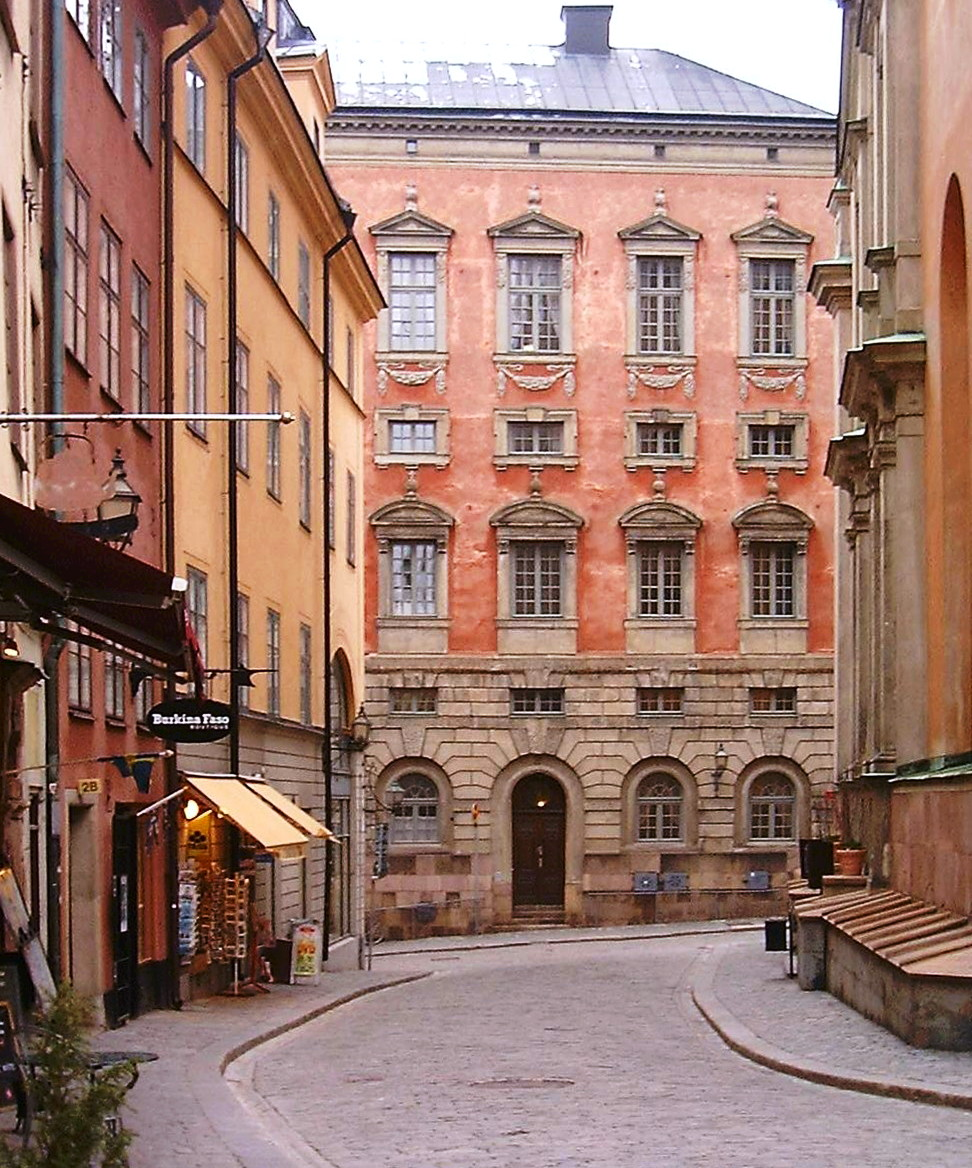
Le palais vu de la rue Trångsund.

Le bâtiment s'inscrit dans un projet de développement des alentours du château Tre Kronor (détruit par un incendie en 1697). Jean de la Vallée prévoit tout d'abord la construction d'un palais beaucoup plus imposant, mais avec la mort d'Axel Oxenstierna en 1654 et celle de son fils Erik deux ans plus tard, la construction est interrompue et le palais ne sera jamais achevé. La famille Oxenstierna n'y a du reste jamais vécu.
Pendant les années 1668 à 1680, le palais sert de siège à la banque centrale de Suède (Riksbanken), qui déménage en 1680 pour s'installer dans le bâtiment dit Södra Bankohuset 200 mètres plus loin. Depuis, le palais a abrité une série d'institutions publiques.

## Architecture
Le palais est particulièrement bien conservé, surtout l'extérieur, où seul le toit qui était tout d'abord pentu a été remplacé par un toit plus plat. Les façades sont partiellement constituées de pierres de taille et partiellement recouvertes d'enduit rouge, couleur utilisée dès l'origine. À l'intérieur aussi, de nombreux éléments d'origine ont été conservés, et le plan au sol est en principe aujourd'hui le même qu'au XVIIe siècle. À noter que les étages impairs sont des mezzanines. L'exceptionnel état de conservation du palais s'explique d'une part par son caractère d'établissement public et par son emplacement prestigieux, et d'autre part par le fait qu'il a été construit d'emblée avec quatre étages, alors que la plupart des immeubles en pierre datant du XVIIe siècle comptaient seulement un ou deux étages.
Le palais se trouve à l'extrémité nord de la rue Trångsund, en un lieu où le sol est particulièrement incliné. Pour satisfaire aux exigences d'axialité de l'architecture baroque, Jean de la Vallée a créé une illusion d'optique en positionnant les fenêtres de biais sur la façade. L'alignement des fenêtres est parallèle à la rue, ce qui donne l'illusion que la façade est horizontale malgré l'inclinaison du sol.